# Philippe Caverel
Philippe de Caverel (1555-1636), sujet des Pays-Bas espagnols, est le 73e abbé de l'abbaye Saint-Vaast d'Arras. Il fut nommé par Philippe II en 1598, et conseiller d'État par les archiducs Albert et Isabelle. Il fonda le collège de Saint-Vaast et un collège pour les bénédictins anglais à Douai et refonda le collège d'Arras à Paris.

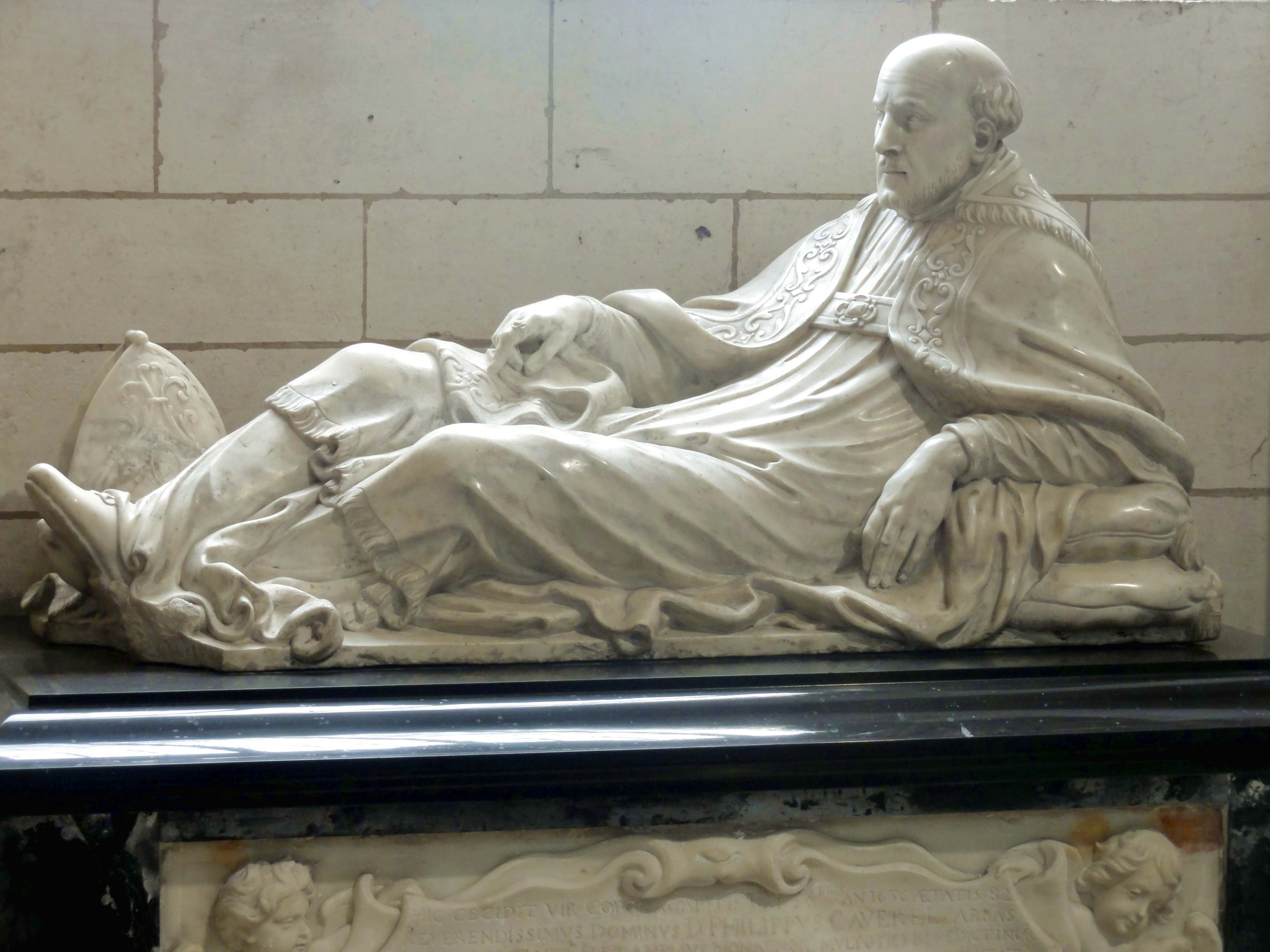
Gisant de Philippe Caverel.

Sculpté entre 1640 et 1660, son gisant se trouve dans la cathédrale Notre-Dame-et-Saint-Vaast d'Arras.